# Franjo Kuharić

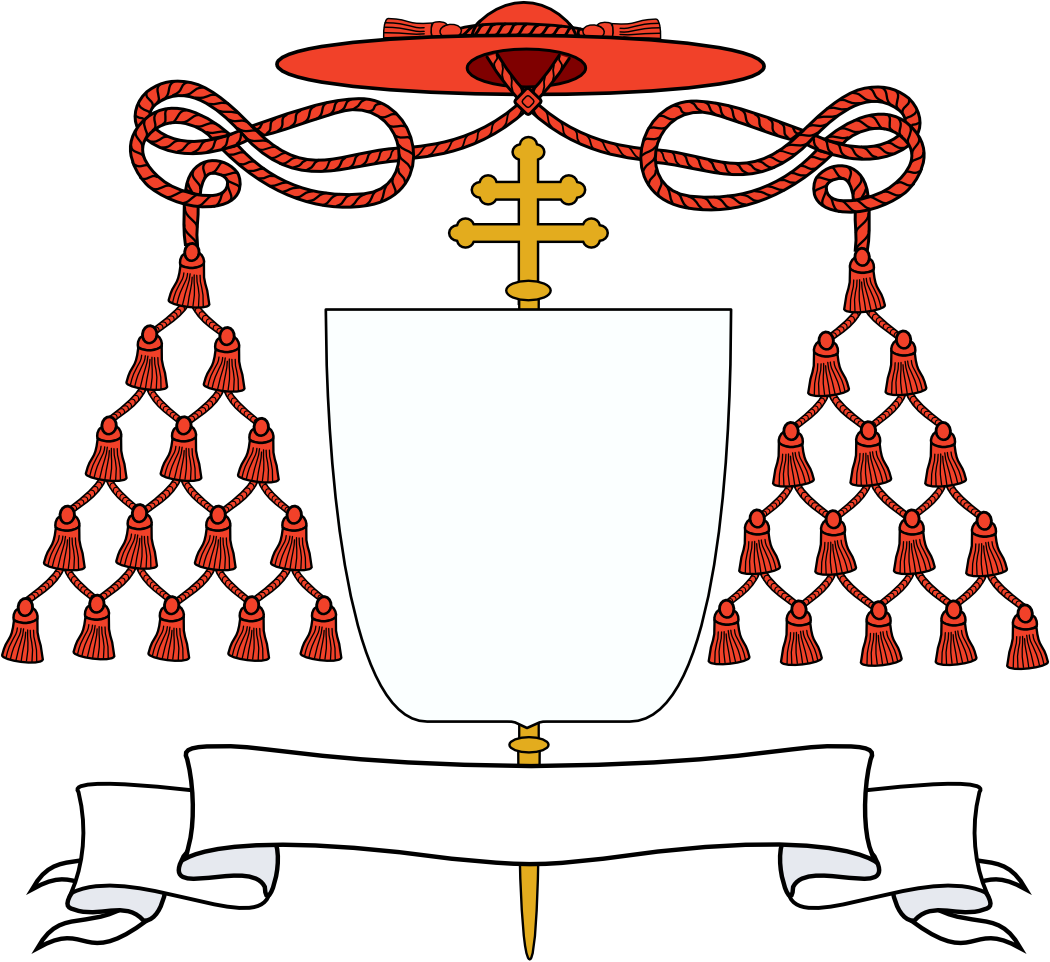
Kuharićs motto, "Deus caritas est" (Gud är kärleken), var taget från inledningsorden i Första Johannesbrevet, kap 4:16.

Franjo Kuharić, född 15 april 1919 i Pribić nära Krašić i Kroatien (dåvarande Serbernas, kroaternas och slovenernas kungarike), död 11 mars 2002 i Zagreb, var en kroatisk kardinal (1983-2002), Zagrebs ärkebiskop (1970-1997) och därmed tidigare ledare av den  Romersk-katolska kyrkan i Kroatien. Han efterträddes 1997 av Josip Bozanić.

## Biografi

### Uppväxt och grundutbildning
Franjo Kuharić föddes den 15 april 1919 i Pribić som yngsta barnet i en barnaskara av 13 barn. Föräldrarna, Ivan och Ana (flicknamn Blažić), var jordbrukare.
Kuharić slutförde sina gymnasiala studier vid seminariet i Šalata i Zagreb. Därefter studerade han teologi och examinerade vid Katolska teologiska fakulteten (Katolički bogoslovni fakultet) i Zagreb. 

### Det pastorala arbetet
Den 15 juli 1945 prästvigdes han i Zagrebs katedral av den dåvarande ärkebiskopen av Zagreb och sedermera saligförklarade Alojzije Stepinac.  
Som präst tjänstgjorde han under 1945 som kaplan i församlingen Radoboj vid Krapina och 1946-1957 ledde han församlingarna Rakov Potok, Sveti Martin och under en tid även Sveta Marija Okićka. 1957-1967 tjänstgjorde han som präst i Samobor.  
I Rakov Potok utsattes han i februari 1947 för ett misslyckat attentat. Detsamma skedde 1948 i Jakovlje. Som en av "kyrkans män" blev han kallad på förhör hos den jugoslaviska säkerhetstjänsten UDBA.
Den 15 februari 1964 utsåg påven Paulus VI honom till koadjutor åt Zagrebs dåvarande ärkebiskop Franjo Šeper.

### Biskops- och ärkebiskopsämbetet
Den 3 maj 1964 utsågs han till biskop och den 16 juni 1970 efterträdde han Šeper som Zagrebs ärkebiskop. Samma år valdes han till ordförande av den jugoslaviska biskopskonferensen. Som biskop deltog han vid Andra Vatikankonciliet 1962-1965.
Efter Kroatiens självständighet och utträde ur Jugoslavien i början av 1990-talet valdes Kuharić den 15 juni 1993 till den nygrundade Kroatiska biskopskonferensens första ordförande. En tjänst han skulle inneha fram till sin pensionering 1997.   
Den 20 september 1997 var han dopförrättare åt den Habsburgska tronarvingen Ferdinand Zvonimir Habsburg-Lothringen som då döptes i Zagrebs katedral. 

### Kardinalatet
Den 2 februari 1983 utsåg den dåvarande påven Johannes Paulus II honom till kardinal inom Romersk-katolska kyrkan och kardinalpräst av San Girolamo dei Croati i Rom. 

## Beatifikation
På tioårsdagen av hans död den 11 mars 2012 meddelade Zagrebs stift att de inlett processen av hans beatifikation.

## Eftermäle
Kuharić anses ha varit en stark förespråkare för fred, tolerans och kroatisk självbestämmanderätt. Under det kroatiska självständighetskriget 1991-1995 uppmanade han de stridande parterna till tolerans. Han sympatiserade med alla offer oavsett nationalitet samtidigt som han hävdade kroaternas rätt till självbestämmande. Han fördömde de som begick krigsbrott, uppmanade till återhållsamhet och arbetade aktivt för att få till stånd en internationell intervention med syfte att få slut på krigen i Kroatien och Bosnien.